# Guido Mallants
Guido Mallants est un  ancien joueur et entraîneur de football belge devenu agent de joueurs. Il est né le 15 novembre 1946 à Olmen (Belgique).
Il a commencé sa carrière au Beringen FC. En 1967, il rejoint le RFC de Liège, puis un an après le Royal Crossing Club de Schaerbeek. À 25 ans, il est transféré au K Beerschot VAV où il fait le reste de sa carrière de joueur. Il a été capitaine de l'équipe.
Après avoir raccroché les crampons, il reste dans le domaine du football et devient entraîneur, s'occupe de prospection de joueurs. Il est également manager général et agent de joueurs.

## Palmarès
- International B, espoirs.